# Schlossstraße 29 (Korschenbroich)

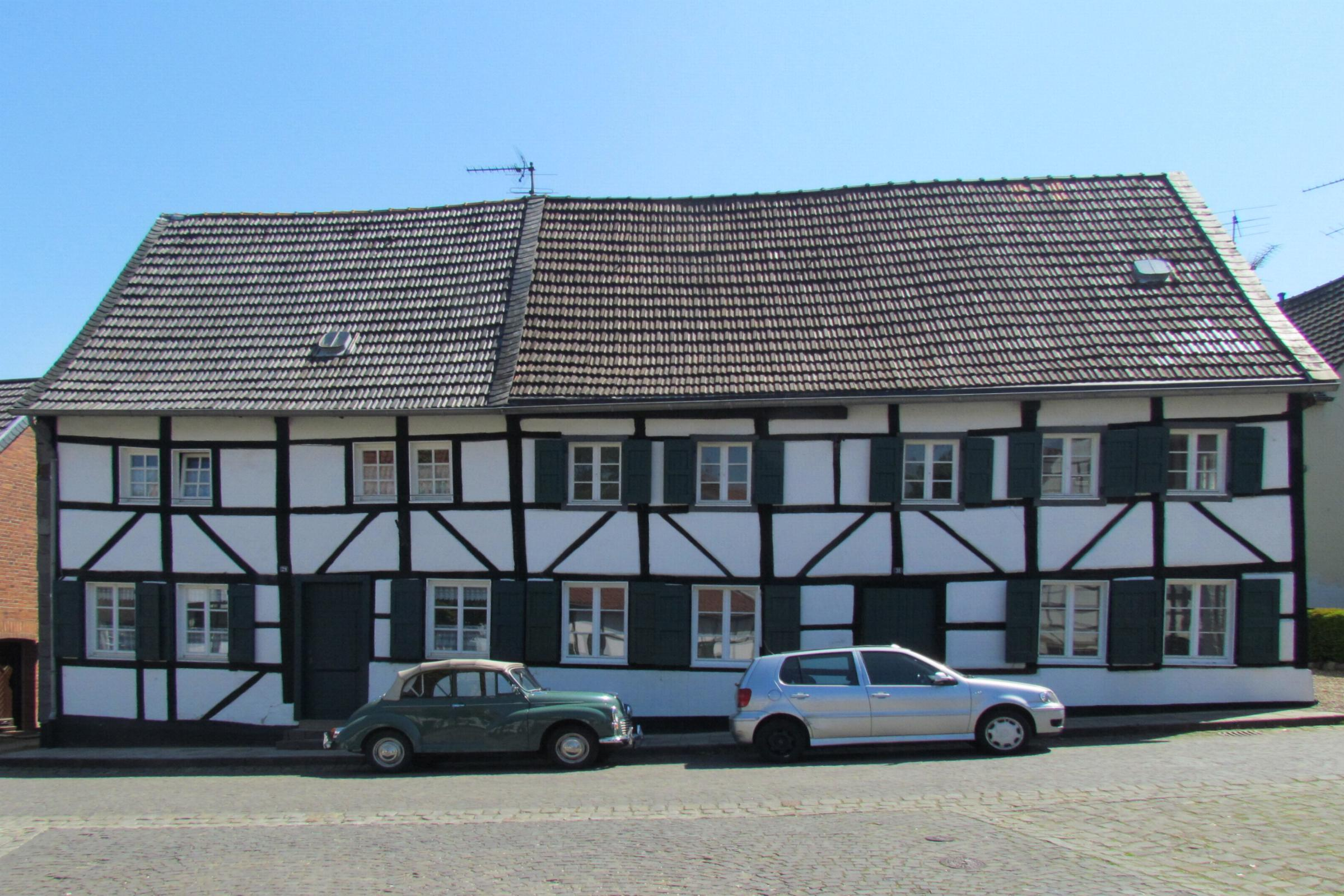
Fachwerkwohnhaus

Das Fachwerkwohnhaus Schlossstraße 29 steht im Stadtteil Liedberg in Korschenbroich im Rhein-Kreis Neuss in Nordrhein-Westfalen.
Das Haus wurde 1750 erbaut und unter Nr. 136 am 10. Juni 1987 in die Liste der Baudenkmäler in Korschenbroich eingetragen.

## Architektur
Bei dem Denkmal handelt es sich um ein zweigeschossiges Fachwerkwohnhaus aus dem 18. Jahrhundert. Das Fachwerk des traufenständigen Hauses ist heute verputzt. Das Haus „Schlossstraße 29“ stellt als Bestandteil des denkmalwerten Ensembles des alten historischen Marktes ein Denkmal dar. Liedberg und insbesondere auch der noch vorhandene Markt haben für die Stadtgeschichte von Korschenbroich heimatgeschichtliche Bedeutung.